# 로버트 필머

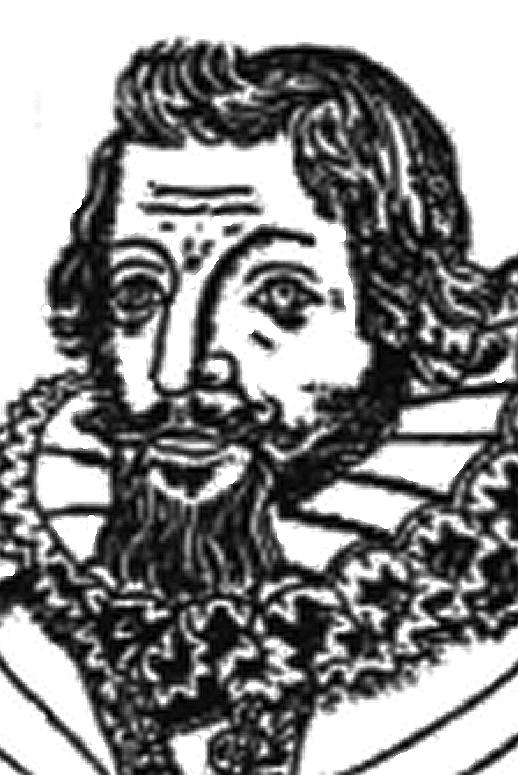

로버트 필머(Robert Filmer, 1588년 ~ 1653년 5월 26일)는 영국의 정치인이자 사상가이다. 찰스 1세로부터 나이트 작위를 받았다. 그는 왕권신수설의 대표적인 인물로 청교도 혁명 때에는 국왕파로서 활약하였다. 그가 죽은 후에 간행된 《부권론》은 왕정 복고기에 높이 평가되었으며, 이 책의 이론을 깨뜨린 것이 로크의 《정부 이론》이다.

## 참고 자료
- 이 문서에는 다음커뮤니케이션(현 카카오)에서 GFDL 또는 CC-SA 라이선스로 배포한 글로벌 세계대백과사전의 내용을 기초로 작성된 글이 포함되어 있습니다.